# Palmeira das Missões
Palmeira das Missões là một đô thị thuộc bang Rio Grande do Sul, Brasil. Đô thị này có diện tích 1415,703 km², dân số năm 2007 là 33846 người, mật độ 23,91 người/km².